# Евансвил (Минесота)
Евансвил (енгл. Evansville) град је у америчкој савезној држави Минесота.

## Демографија
По попису из 2010. године број становника је 612, што је 46 (8,1%) становника више него 2000. године.
| Група             | 2000.       | 2010.       |
| Белци             | 564 (99,6%) | 595 (97,2%) |
| Афроамериканци    | 0 (0,0%)    | 1 (0,2%)    |
| Азијати           | 0 (0,0%)    | 3 (0,5%)    |
| Хиспаноамериканци | 0 (0,0%)    | 5 (0,8%)    |
| Укупно            | 566         | 612         |